# Dolnorakouský zemský sněm

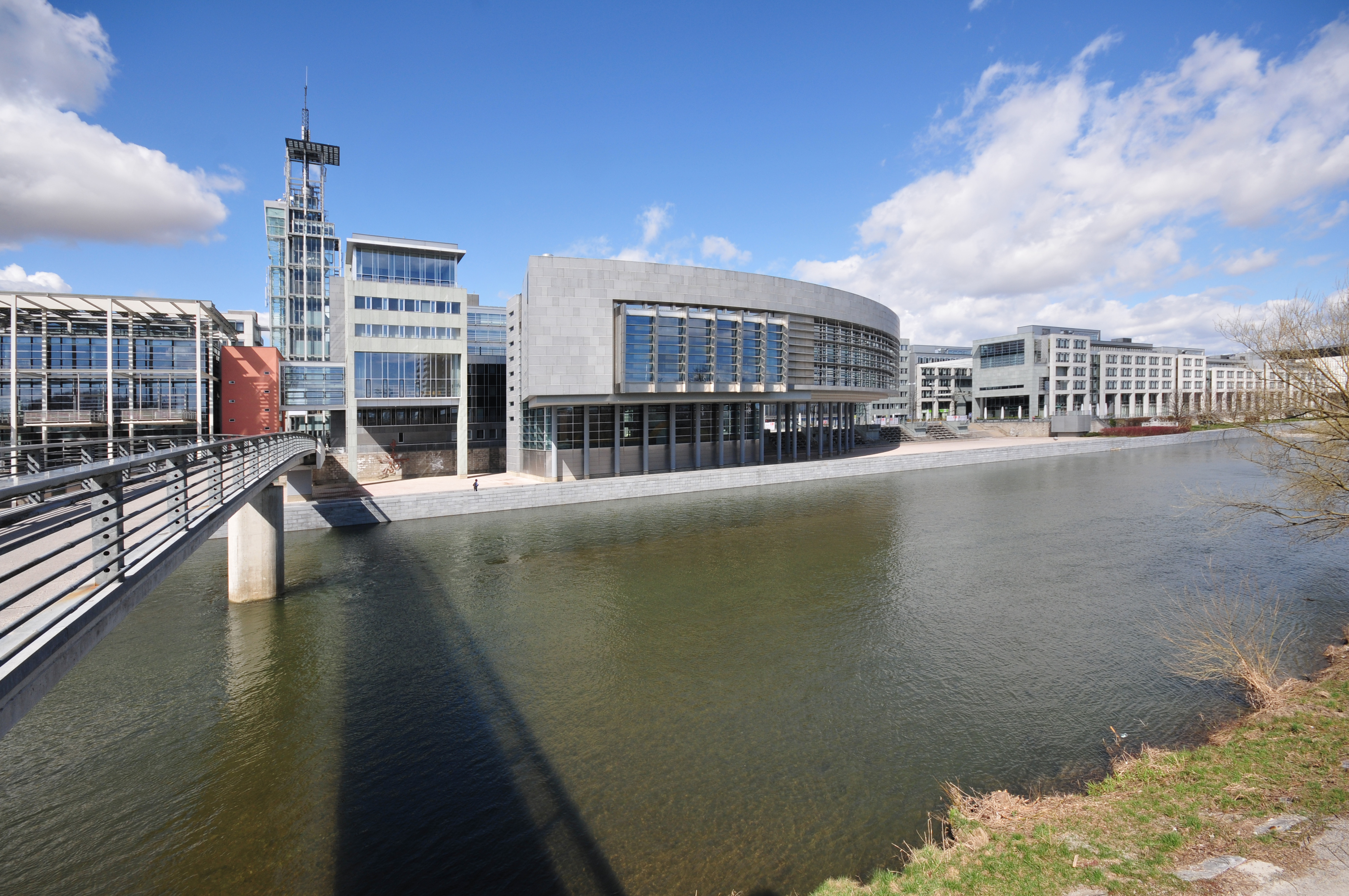
Budova Dolnorakouského zemského sněmu

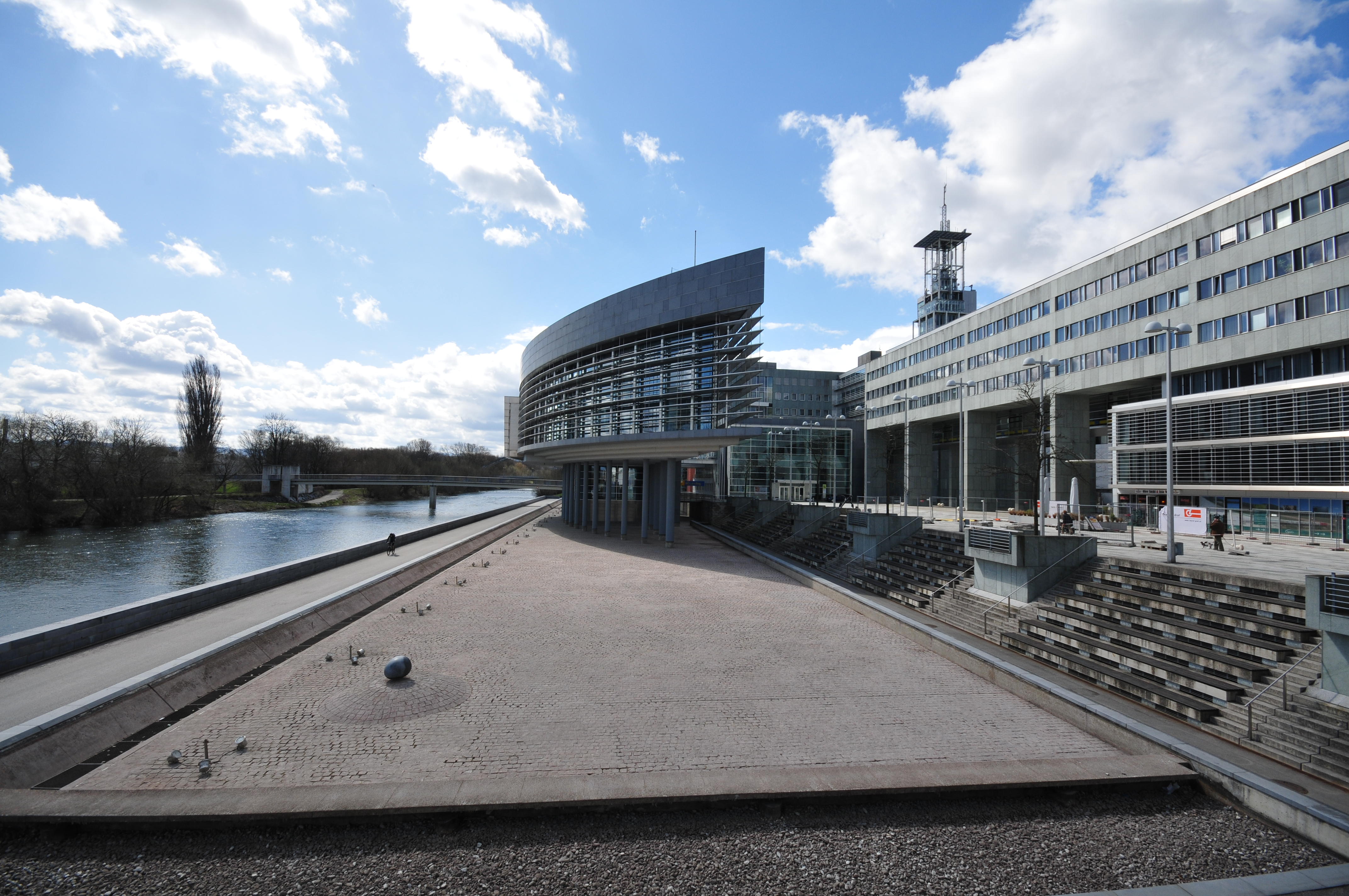
Budova Dolnorakouského zemského sněmu

Dolnorakouský zemský sněm (německy Landtag von Niederösterreich, Zemský sněm Dolních Rakous) je volený zákonodárný sbor v spolkové zemi Dolní Rakousy v Rakousku. Vznikl z historického stavovského shromáždění. Za Rakouska-Uherska byl jedním ze zemských sněmů Předlitavska. Zachován zůstal i po zániku monarchie v meziválečné i poválečné republice.
Má 56 poslanců. Je volen na funkční období pěti let (aktuální složení určily zemské volby v Dolních Rakousích v lednu 2023). Sněm má zákonodárnou pravomoc na zemské úrovni, dále volí a kontroluje zemskou vládu v čele se zemským hejtmanem a schvaluje zemský rozpočet.